# 2AM Club
2AM Club   es una banda estadounidense formado por el cantante Marc Griffin, el cantante secundario Tyler Cordy, el guitarrista Matt Reagan, el teclista Dave Dalton, el batería Ian O'Neill, y el bajista Matt "Sauce" Warshauer. La banda se reunieron en Los Ángeles en 2007. 2AM Club toca una diferente variedad de géneros, incluyendo rock, hip-hop, electro, rap, y alternativa. El grupo lleva el nombre de un bar llamado 2AM Club localizado en Mill Valley, California. Ellos firmaron con RCA Records en septiembre de 2008.

## Historia
La banda se presentó en la escena local de la universidad y viajó por la costa en busca de oportunidades para tocar. Después de que la banda grabó algunos demos con Jerry Harrison , un exmiembro de los Talking Heads y The Modern Lovers, 2AM Club toco un ahora legendario bar cuatro meses llamado "Tiny Porno" ubicado en el Derby en Los Ángeles, desde entonces la productora Elizabeth Carlisle los contrató para RCA Records.
Hicieron una aparición durante el episodio de Pretty Little Liars: "No hay lugar como el regreso a casa", interpretando "Worry About You" y "Make You Mine", entre otros.

## Integrantes
- Marc Griffin - Voz principal (2007–presente)
- Tyler Cordy - MC (2007–presente)
- Matt Reagan - Guitarra (2007–presente)
- Dave Dalton - Teclados (2007–presente)
- Ian O'Neill - Batería (2007–presente)
- Matt "Sauce" Warshauer  - Bajo (2007–presente)

## Discografía

### Álbumes de estudio
- What Did You Think Was Going to Happen? (2010)

### Sencillos
- "Worry About You"
- "Hurricane"
- "Make you mine"
- "Love notes"
- "Same Night Sky"
- "If it isn't love"
- "Only for me"
- "Let Me Down Easy"
- "Mary"